# Johannes Forchhammer (DBU)
 Der er flere personer med dette navn, se Johannes Forchhammer.
Johannes Forchhammer (23. november 1869 i Aalborg – 1. august 1955) var en dansk bankbestyrer og fodboldspiller, som var formand for Dansk Boldspil-Union (DBU) i perioden 1894 til 1897.
Forchhammer var søn af den kendte filolog af samme navn. Han var bror til Ejnar, Georg, Henni, Herluf, Holger, Jørgen, Olaf og Viggo Forchhammer.
Sammen med broderen Holger blev Johannes Forchhammer en markant spiller i Akademisk Boldklub, hvor nogle af deres brødre senere fulgte i deres fodspor.
Han giftede sig den 16. maj 1899 i Sankt Thomas Kirke på Frederiksberg med Agathe Andresen (7. juli 1877 i Aalborg – 14. marts 1967).
Johannes Forchhammer er begravet i familiegravstedet på Herlufsholm.